# Ceratosaure
|  | Per a altres significats, vegeu «Ceratosaures (infraordre)». |

Els ceratosaures (Ceratosaurus) són un gènere de dinosaures teròpodes carnívors que visqueren durant el Juràssic superior.
Se n'han trobat restes fòssils a la formació de Morrison de Nord-amèrica, a Tanzània i possiblement a Portugal. Es caracteritzaven per presentar grans mandíbules amb enormes dents, una banya sobre el nas i un parell de petites protuberàncies sobre els ulls. Les extremitats anteriors eren poderoses però molt curtes. Els ossos del sacre estaven soldats (sinsacre) i els ossos de la pelvis estaven tots soldats.